# Episodi di Nikita (serie televisiva 2010) (terza stagione)
La terza stagione della serie televisiva Nikita è stata trasmessa in prima visione assoluta negli Stati Uniti d'America da The CW dal 19 ottobre 2012 al 17 maggio 2013.
In Italia la stagione è stata trasmessa in prima visione da Premium Action, canale a pagamento della piattaforma Mediaset Premium, dal 6 aprile al 31 agosto 2013; in chiaro è stata trasmessa da Italia 1 dal 15 aprile al 24 luglio 2014.
| n° | Titolo originale      | Titolo italiano            | Prima TV USA     | Prima TV Italia |
| -- | --------------------- | -------------------------- | ---------------- | --------------- |
| 1  | 3.0                   | 3.0                        | 19 ottobre 2012  | 6 aprile 2013   |
| 2  | Innocence             | L'innocente                | 26 ottobre 2012  | 13 aprile 2013  |
| 3  | True Believer         | La terrorista              | 2 novembre 2012  | 20 aprile 2013  |
| 4  | Consequences          | Conseguenze                | 9 novembre 2012  | 27 aprile 2013  |
| 5  | The Sword's Edge      | Il filo della lama         | 30 novembre 2012 | 4 maggio 2013   |
| 6  | Sideswipe             | Sideswipe                  | 7 dicembre 2012  | 11 maggio 2013  |
| 7  | Intersection          | Intersezione               | 18 gennaio 2013  | 18 maggio 2013  |
| 8  | Aftermath             | Il giorno dopo             | 25 gennaio 2013  | 25 maggio 2013  |
| 9  | Survival Instincts    | Istinti di sopravvivenza   | 1º febbraio 2013 | 1º giugno 2013  |
| 10 | Brave New World       | Il nuovo mondo             | 8 febbraio 2013  | 8 giugno 2013   |
| 11 | Black Badge           | Il distintivo nero         | 22 febbraio 2013 | 15 giugno 2013  |
| 12 | With Fire             | Fuoco con fuoco            | 1º marzo 2013    | 22 giugno 2013  |
| 13 | Reunion               | Faccia a faccia            | 8 marzo 2013     | 29 giugno 2013  |
| 14 | The Life We've Chosen | La vita che abbiamo scelto | 15 marzo 2013    | 6 luglio 2013   |
| 15 | Inevitability         | Blue-Files                 | 29 marzo 2013    | 13 luglio 2013  |
| 16 | Tipping Point         | Massa critica              | 5 aprile 2013    | 20 luglio 2013  |
| 17 | Masks                 | Maschere                   | 12 aprile 2013   | 27 luglio 2013  |
| 18 | Broken Home           | Impossibile salvare tutti  | 19 aprile 2013   | 3 agosto 2013   |
| 19 | Self-Destruct         | Autodistruzione            | 26 aprile 2013   | 10 agosto 2013  |
| 20 | High-Value Target     | Bersaglio di valori        | 3 maggio 2013    | 17 agosto 2013  |
| 21 | Invisible Hand        | La mano invisibile         | 10 maggio 2013   | 24 agosto 2013  |
| 22 | Til Death Do Us Part  | Finché morte non ci separi | 17 maggio 2013   | 31 agosto 2013  |

## 3.0
- Titolo originale: 3.0
- Diretto da: Eagle Egilsson
- Scritto da: Craig Silverstein

### Trama
Ryan convince il presidente degli Stati Uniti a non distruggere la divisione in quanto è convinto che possa essere usata per prendere tutti gli agenti ribelli che sono fuggiti durante lo scontro con Percy.
Il presidente accetta alla condizione che dopo aver preso tutti i cani sciolti, la divisione verrà chiusa per sempre.
Ryan viene affiancato da Nikita, Michael, Alex, Birkhoff e Sonya.
La loro prima missione per prendere gli agenti ribelli sarà un fallimento e vedrà la cattura di Michael da parte della polizia.
Per liberarlo Alex dovrà tornare nelle vesti di Alexandra Udinov e grazie al suo potere mediatico riuscirà a liberare Michael. Alla fine Michael e Nikita si trovano davanti a una fontana e lui le chiede di sposarlo.

## L'innocente
- Titolo originale: Innocence
- Diretto da: John Badham
- Scritto da: Mary Trahan

### Trama
Michael e Nikita devono affrontare una nuova minaccia. Un ex agente della divisione, Wade, ha rapito una bambina e l'ha addestrata affinché potesse diventare forte e abile come le reclute che addestrava quando era nella divisione.
La bambina, di nome Liza, è tenuta prigioniera in uno stanzino sorvegliato e quando arriverà il momento, Liza, dovrà compiere la sua missione omicida.
Il team prende Liza e la porta alla divisione dove Nikita le parla e sembra averla convinta, ma la bambina riesce a fuggire e ritorna da Wade.
Prima che la missione possa avere atto, Nikita ritrova Liza e Michael uccide Wade.
Nikita e Alex portano Liza dai genitori che l'aspettavano da tantissimo tempo.

## La terrorista
- Titolo originale: True Believer
- Diretto da: Danny Cannon
- Scritto da: Carlos Coto

### Trama
Nikita viene informata da Ryan che un'agente della divisione è stata catturata e che la divisione deve attivarsi per tirarla fuori.
Nikita è perplessa e si chiede il motivo per il quale si debbano ancora fare questo tipo di missioni. La divisione scopre che Mia (la presunta agente catturata) è in realtà entrata a far parte dell'organizzazione terroristica guidata da Joshua, che si propone di uccidere il senatore americano, accusandolo di non curarsi dei disagiati ma di pensare solo al proprio potere. La divisione scopre qual è il luogo del veniente attentato, Nikita trova Mia e la convince che Joshua organizza in realtà i suoi attentati solo per motivi di soldi, per arricchirsi per conto di altri (lo fa attraverso il bot volante di Birkhoff che riprende la conversazione tra Joshua e un suo infiltrato nella scorta incaricata alla protezione del senatore). Mia decide così di fermare Salvador, il ragazzo con la bomba presente nel pubblico, e pronto a farla saltare. Mia lo ferma, ma nel tentativo di salvare il ragazzo viene uccisa dagli agenti che cercano di ucciderlo, Nikita neutralizza Salvador e sventa l'attentato. 

## Conseguenze
- Titolo originale: Consequences
- Diretto da: Nick Copus
- Scritto da: Kristen Reidel

### Trama
Amanda manda un ex agente della divisione, Anne, a liberare Owen, rinchiuso in una cella in Russia.
Owen riesce a mettersi in fuga e manda un messaggio a Nikita, la quale recepisce il messaggio e lo va a prendere.
Arrivato alla divisione Owen è sconvolto per tutto quello che vede.
Non può credere al fatto che Nikita abbia preso il controllo della divisione.
Michael e Ryan non si fidano molto di Owen e nel frattempo il team comincia a sospettare che all'interno del bunker ci sia una talpa di Amanda.

## Il filo della lama
- Titolo originale: The Sword's Edge
- Diretto da: Kenneth Fink
- Scritto da: Albert Kim

### Trama
Un ex agente della Divisione, Markov, si è spinto così oltre da essere eletto presidente dell'Uzbekistan. Tocca ora a Nikita e al gruppo fermarlo.

## Sideswipe
- Titolo originale: Sideswipe
- Diretto da: Joshua Butler
- Scritto da: Terry Matalas e Travis Fickett

### Trama
Nikita e Michael intercettano Cyrus, un trafficante di armi intento ad acquistare un nuovo strumento tecnologico per conto di Ari Tasarov, chiamato Sideswipe, in grado di deviare qualsiasi tipo di segnale. Dalle chiamate ai missili.
Cyrus viene catturato da Nikita ma riesce a fuggire con il Sideswipe, ma prima di scomparire del tutto, lascia un messaggio in codice a Nikita, la quale grazie a esso riesce a trovare il luogo dove avverrà lo scambio.
Nikita trova infine il nascondiglio di Amanda la quale ha organizzato una trappola per Nikita che però grazie alla sua intelligenza non andrà a buon fine.
Nel frattempo Birkhoff scopre da quale terminale vengono mandati i messaggi ad Amanda.
La talpa è Sonya.

## Intersezione
- Titolo originale: Intersection
- Diretto da: Dwight Little
- Scritto da: Michael Brandon Guercio

### Trama
Michael parla con Alex riguardo al suo abuso di sostanze antidolorifiche e di droga e lei lo supplica di non dire nulla a Nikita.
Birkhoff confessa al team che Sonya è la talpa di Amanda la quale le ha riattivato il killer chip e lo attiva se Sonya non manderà un messaggio con delle informazioni utili ogni due ore.
Amanda ha però introdotto un'altra spia all'interno della divisione, che ha il compito di sorvegliare Sonya.
Ryan e il team organizza un piano per sfruttare Sonya per scoprire dove si trova Amanda.
Durante l'inseguimento tra Nikita e Amanda, alla divisione hanno disattivato il chip di Sonya che ora è libera.
Nikita uccide Anne ma non spara ad Amanda perché troppo impegnata a salvare Michael che è rimasto incastrato con una mano sotto la macchina.
Nikita si accorge che il serbatoio esploderà e che l'unico modo per salvare Michael è di tagliargli la mano.

## Il giorno dopo
- Titolo originale: Aftermath
- Diretto da: Brad Turner
- Scritto da: Carlos Coto

### Trama
D'ora in avanti, a causa della perdita della mano di Michael, ad affiancare Nikita sul campo sarà Owen.
La prima missione del duo sarà quella di prendere un mercenario di nome Liam e mentre loro sono operanti sul campo Michael ricopre un nuovo ruolo nella Divisione.
Il rapporto tra lui e Nikita, però, viene turbato dall'intesa che c'è tra Nikita e Owen e dal fatto che Michael si sente tagliato fuori dai giochi.

## Istinti di sopravvivenza
- Titolo originale: Survival Instincts
- Diretto da: John Showalter
- Scritto da: Albert Kim

### Trama
Un agente mercenario di nome Ray rapisce la sua ex ragazza perché ancora innamorato di lei e la porta nel bosco in una tana costruita da lui stesso.
Ryan manda il team a salvare la ragazza ma Michael decide di mandare Owen al posto suo e Nikita rimane perplessa da questo comportamento.

## Il nuovo mondo
- Titolo originale: Brave New World
- Diretto da: Marc David Alpert
- Scritto da: Kristen Reidel

### Trama
Michael abbandona ufficialmente il suo ruolo da agente operativo per dedicarsi a coordinatore delle missioni.
Nikita riceve una notizia da Birkhoff.
Un'organizzazione di scienziati ha messo a punto un nuovo tipo di protesi fatte con un osso in fibra di carbonio e rivestite di pelle vera, ricavata con il DNA della persona stessa.
Questo vuol dire che le crisi di rigetto sparirebbero.
Nikita parte in missione per cercare informazioni su questa organizzazione ma quando Alex, Michael e Ryan scoprono il suo piano la raggiungono.

## Il distintivo nero
- Titolo originale: Black Badge
- Diretto da: David Grossman
- Scritto da: Mary Trahan

### Trama
Un'agente della CIA di nome Naomi viene a conoscenza di alcuni informazioni che potrebbero collegare la deceduta senatrice Madeline Pierce alla divisione. Naomi consegna il fascicolo nelle mani del direttore della CIA, Morgan Kendrick il quale poco dopo verrà ucciso e della sua morte verrà accusato Sean.
Sean verrà trattenuto dalla CIA in custodia ma Nikita promette ad Alex che lo tirerà fuori.
Nikita quindi organizza un piano pericoloso che prevede la falsa morte di Sean agli occhi di tutti.
Viene quindi inscenata la morte e Sean viene portato alla divisione sano e salvo.

## Fuoco con fuoco
- Titolo originale: With Fire
- Diretto da: Eagle Egilsson
- Scritto da: Carlos Coto

### Trama
Ari Tasarov viene tradito da Amanda e si fa catturare dalla divisione per stare al sicuro.
Ari propone uno scambio a Nikita: lui le dirà la prossima mossa di Amanda a patto che lei gli dia cinquanta milioni di dollari.

## Faccia a faccia
- Titolo originale: Reunion
- Diretto da: Jon Cassar
- Scritto da: Terry Matalas e Travis Fickett

### Trama
Amanda vuole la scatola nera e per prenderla rapisce il figlio di Ari, Stefan, per usarlo come leva.
Ari prega Nikita di aiutarlo.
La guardia del corpo di Stefan però, rapisce Nikita e Amanda e le due, legate insieme, saranno costrette a parlare dei propri passati e per salvarsi dovranno collaborare.
Dopo essersi liberati, Amanda rapisce Alex.

## La vita che abbiamo scelto
- Titolo originale: The Life We've Chosen
- Diretto da: Brad Turner
- Scritto da: Albert Kim

### Trama
Amanda tiene prigioniera Alex e intende lasciarla andare solo in cambio di Ari.
Michael assegna la missione di scambio a Nikita e Sean ma Ryan aggiunge anche Owen.
Nel frattempo Alex fa la conoscenza di Larissa, un'altra prigioniera come lei. Alex promette lei di liberarla ma la missione non va come aveva previsto perché Nikita si intromette e Larissa muore.
Alex è arrabbiata con Nikita per via della missione andata male.

## Blue-Files
- Titolo originale: Inevitability
- Diretto da: Mark C. Baldwin
- Scritto da: Kristen Reidel

### Trama
Il presidente degli stati uniti incarica la divisione di svolgere per lei alcune missioni omicide.
Nikita vuole organizzare una missione per uccidere il presidente del Chad ma Alex è contraria e pensa che Nikita stia diventando come Percy e quindi chiede aiuto a Birkhoff per trovare qualcosa per incastrare Danforth nel caso qualcosa andasse storto.

## Massa critica
- Titolo originale: Tipping Point
- Diretto da: Dwight Little
- Scritto da: Oliver Grigsby

### Trama
Nikita e Michael scoprono che esiste un nuovo arto che porterebbe Michael a quello di un tempo ma il prezzo da pagare è alto.
Ryan incarica Sean e Alex di scoprire i capi di un ammutinamento interno alla divisione.
Rachel, un agente operativo, cerca di scappare ma viene catturata e interrogata da Ryan.
Durante l'interrogatorio Rachel fa un passo falso e Ryan capisce che è solo un burattino e il burattinaio è Alex.
Alex si sente minacciata da Ryan e gli spara mandandolo in coma.
Rachel si prende la colpa per far sì che Alex continui la sua manovra di sabotaggio.

## Maschere
- Titolo originale: Masks
- Diretto da: Chris Peppe
- Scritto da: Kamran Pasha

### Trama
Rachel viene chiusa in cella accusata di essere la mandante di un attacco interno volto a sabotare la divisione.
Alex confessa a Birkhoff la sua voglia di scappare dalla divisione.
Amanda nel frattempo restituirà la memoria a Owen, il quale diventerà Sam.
Sam è un ex militare corrotto che spaccia droga.
Owen si trasforma quindi in un uomo perfido e spietato all'insaputa di tutti.
Lui e Nikita si recano da un amico di Owen che viene ucciso da Owen stesso. Subito dopo stordisce Nikita e la consegna ad Amanda.
Alla divisione nel frattempo è scoppiato il caos.
Rachel si è liberata ed è intenta a far uscire tutti dalla divisione.
Alex perde il controllo della situazione.

## Impossibile salvare tutti
- Titolo originale: Broken Home
- Diretto da: John Badham
- Scritto da: Terry Matalas e Travis Fickett

### Trama
Nikita è nelle mani di Amanda la quale le fa scoprire il suo più grande segreto: Da piccola era usata dal padre come cavia umana ma si è ribellata uccidendo il padre e la sorella.
Michael viene messo in cella nella divisione insieme a Sean.
Owen usa Birkhoff per cercare di scappare ma l'hacker astuto apre le celle di Michael e Sean liberandoli.
Alex si sta man mano riprendendo dagli impulsi negativi di Amanda e ritorna man mano in sé.
Dopo una sparatoria che vede la sala operativa distrutta, tutti gli agenti scappano.
Alex torna in sé e confessa a Sean che voleva solo salvare tutti.
Ma mentre Sean cerca di andare in infermeria perché pensa di avere una costola rotta, muore per una emorragia interna e prima di morire Alex gli dice che la cosa più importante per lei è lui.
Nikita torna alla divisione scortata da Michael e apprende tutto ciò che è successo.

## Autodistruzione
- Titolo originale: Self-Destruct
- Diretto da: Nick Copus
- Scritto da: Kristen Reidel

### Trama
Con la sala operativa mezza distrutta e otto morti tra cui Sean, solo quattordici agenti sono rimasti e Owen in possesso della scatola nera insieme ad Amanda con l'intento di venderla. Nikita parte alla ricerca di Alex, quest'ultima sconvolta per aver causato il sabotaggio alla divisione che ha portato alla morte di Sean, Alex si mette contro una banda di trafficanti russi per distruggerli e salvare le ragazze rapite, con l'aiuto di Nikita e Michael riescono a liberare le ragazze. Ryan fa scappare il resto della Divisione con l'intenzione di distruggere la divisione per poi consegnarsi alla presidente e raccontarle tutto della scatola nera, ma Nikita non è d'accordo e lo convince a recuperare prima la scatola nera nonostante siano rimasti soli in sei (Nikita, Michael, Alex, Ryan, Birkhoff e Sonya).

## Bersaglio di valori
- Titolo originale: High-Value Target
- Diretto da: Dan Sackheim
- Scritto da: Michael Brandon Guercio

### Trama
Owen mette all'asta la scatola nera piena di sporchi segreti americani compresi quelli della Divisione, la squadra di Nikita viene avvertita da Cyrus (vecchio agente della Divisione). La missione è evitare che la scatola nera finisca nelle mani sbagliate, grazie ai soldi offerti da Alex insieme a Nikita e Michael vanno in missione per avvicinarsi a uno dei partecipanti e appoggiarli per vincere l'asta. intanto alla Divisione arrivano i Seal, ma Nikita convince la presidente a lasciarla partecipare all'asta e recuperare la scatola nera. Alex non riesce a convincere Owen a venderle la scatola nera vinta dai tedeschi. Amanda che era prigioniera di Owen viene liberata dai suoi uomini mentre Nikita e Michael arrivano e scoprono che in realtà il tedesco collabora con Amanda. La missione dunque è fallita e la presidente dà l'ordine di uccidere il resto della Divisione ma è Owen che ferma Amanda distruggendo lui stesso la scatola nera così facendo salva tutti, ma Amanda è ancora in fuga.

## La mano invisibile
- Titolo originale: Invisible Hand
- Diretto da: Dwight Little
- Scritto da: Carlos Coto

### Trama
Amanda è entrata a far parte della Bottega, intanto Birkhoff trova il modo per entrare nella rete satellitare della Bottega dove stanno lavorando a una modifica dei globuli rossi che causerà lo scoppio di tutti i vasi sanguigni con la premuta di un pulsante. Mentre Alex e Michael sono in missione, Nikita si reca a Philadelphia alla ricerca di Amanda, la quale mette Nikita di fronte a un terribile ricatto: uccidere la presidente degli Stati Uniti e salvare Michael dallo scoppio dei vasi sanguigni.

## Finché morte non ci separi
- Titolo originale: Til Death Do Us Part
- Diretto da: Eagle Egilsson
- Scritto da: Albert Kim

### Trama
Nikita accetta la proposta di Amanda, ovvero salvare Michael e uccidere la presidente degli Stati Uniti. Tuttavia, Michael, Birkhoff, Alex e Ryan pensano che Nikita abbia i sintomi del trattamento di Amanda. Nikita dice a Michael che i suoi vasi sanguigni potrebbero esploderle nel sangue, quindi Alex e Michael cercano di trovare la cura, ma la missione fallisce. Nikita entra nella Casa Bianca, mentre Alex, Sonia e Ryan uccidono Michael ma poi lo rianimano. Intanto la presidente, apparentemente, si uccide, incolpando della cosa Nikita la quale si dà alla fuga senza spiegazioni. Quella che si è tolta la vita era però solo un clone, difatti la presidente finisce prigioniera di Amanda e della Bottega.